# Saint-Côme–Linière
Saint-Côme–Linière är en kommun i provinsen Québec i Kanada. Den ligger i regionen Chaudière-Appalaches, i den sydöstra delen av landet, 400 km öster om huvudstaden Ottawa. Kommunen bildades 1994 genom sammanslagning av socknen Saint-Côme-de-Kennebec och bykommunen Linière, de första månaderna under namnet Saint-Côme-de-Linière. Tätorten (centre de population) har behållit namnet Linière.